# انیل

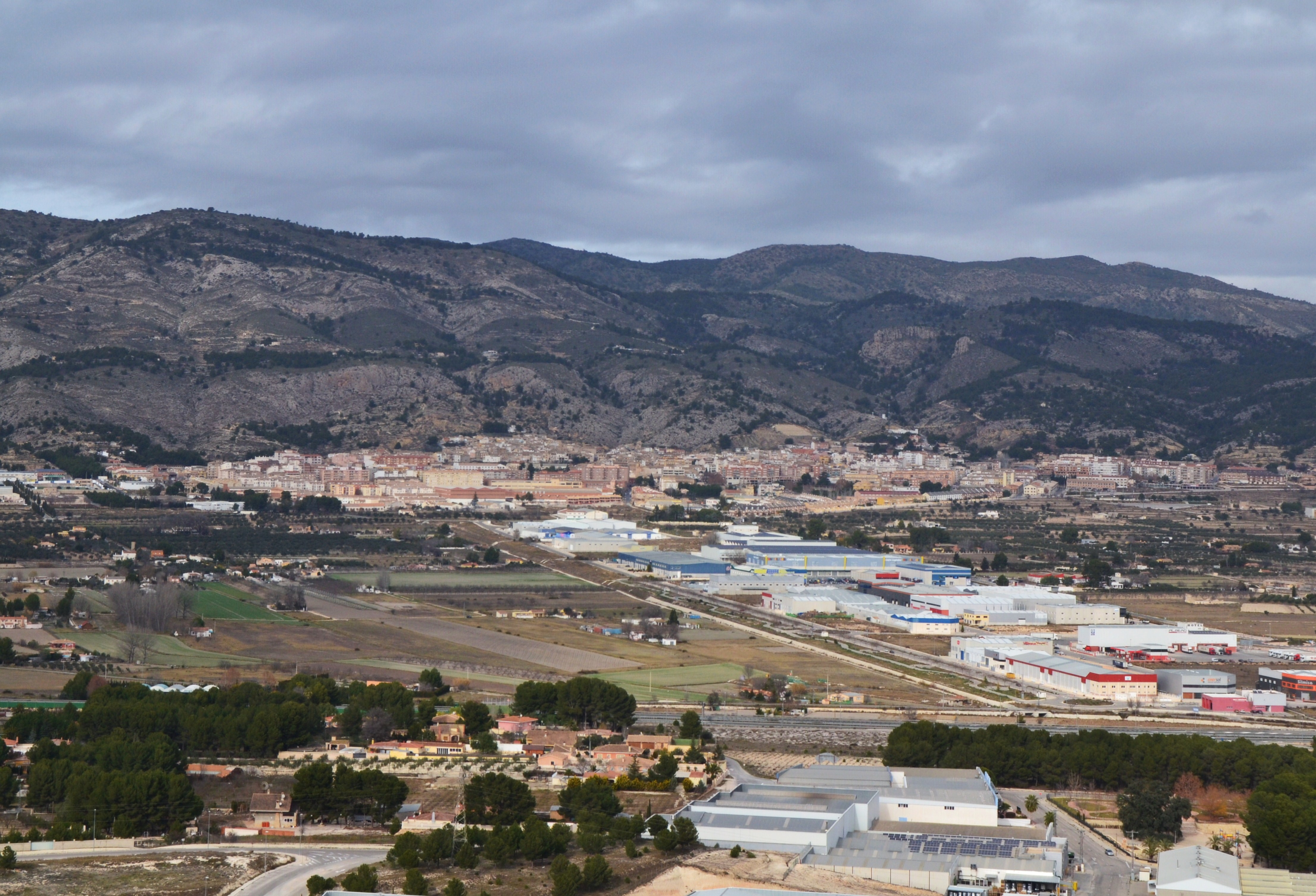
نمایی از انیل دهستانی در استان آلیکانتهٔ اسپانیا - ۲۰۱۵

انیل دهستانی در استان آلیکانتهٔ اسپانیا است.
در این دهستان ۷٬۴۶۶ نفر زندگی می‌کنند. مساحت این دهستان ۴۸٫۸۴ کیلومتر مربع است.